# 성체 조배

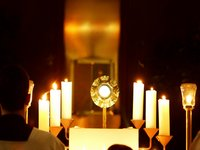
제대 위에 놓은 성광 안에 안치되어 현시된 성체.

성체 조배(聖體朝拜, 라틴어: Adoratio Eucharistica)는 로마 가톨릭교회에서 성체를 현시하여 그 앞에서 경배하도록 하는 신심 행위이다.
로마 가톨릭교회에서는 축성된 제병, 즉 성체 안에 예수 그리스도가 빵의 형태를 유지한 채 그 안에 실제로 현존하고 있으며, 성체는 그리스도의 몸이라고 가르치고 있다. 따라서 성체 현시는 곧 예수 그리스도에 대한 봉헌과 존경을 표시하는 것이다. 가톨릭 신자들에게 있어 성체 현시와 묵상은 단순히 성체를 바라보고 기도하는 것에 그치는 것이 아니라, 성체 안에 내재해 있는 그리스도의 영혼과 신성을 찬양하는 것에 있다.

## 같이 보기
- 성광
- 감실
- 성체